# 683
Раннє Середньовіччя. Триває чума Юстиніана. У Східній Римській імперії триває правління Костянтина IV. Більшу частину території Італії займає Лангобардське королівство, деякі області належать Візантії. Франкське королівство розділене між правителями з династії Меровінгів. Іберію займає Вестготське королівство. В Англії триває період гептархії. Авари та слов'яни утвердилися на Балканах. Центр Аварського каганату лежить у Паннонії. Існують слов'янські держави: Карантанія та Перше Болгарське царство.
Омеядський халіфат займає Аравійський півострів, Сирія, Палестина, Персія, Єгипет, частина Північної Африки. У Китаї триває правління династії Тан. Індія роздроблена. У Японії триває період Ямато. Хазарський каганат підпорядкував собі кочові народи на великій степовій території між Азовським морем та Аралом. Відновився Тюркський каганат.
На території лісостепової України в VII столітті виділяють пеньківську й празьку археологічні культури. У VII столітті триває швидке розселення слов'ян. У Північному Причорномор'ї співіснують різні кочові племена, зокрема булгари, хозари, алани, авари, тюрки.

## Події
- Омеядські війська, придушуючи бунт в Аравії, взяли в облогу Мекку, згоріла Кааба.
- Помер омеядський халіф Язід I, новим халіфом став Муавія II.
- Бербери завдяки несподіваному нападу розбили арабський експедиційний корпус у Магребі. Залишки корпусу відійшли до Кайруану.
- Тюрки з Тюркського каганату здійснили рейд на північ Китаю, такі рейди триватимуть регулярно до початку наступного століття.
- Після смерті Гао-цзуна, правління в Китаї захопила імператриця У Цзетянь. Формально імператором оголошено її сина Чжун-цзуна.
- У Франкському королівстві убито Еброїна, мажордомом Австразії утвердився Вараттон, але проти нього підняв повстання власний син Гіслемар.
- Завершилося правління Пакаля в Баакульському царстві цивілізації мая.
- Розпочався понтифікат Бенедикта II.